# PlusLiga
Die PlusLiga bzw. Polska Liga Siatkówki, PLS (de: Polnische Volleyball Liga) ist die höchste Männer-Volleyballliga in Polen.
Im Jahr 1953 wurde die I liga seria A gegründet. Im Jahr 2000 erfolgte die Gründung der  professionellen Polska Liga Siatkówki.

## Mannschaften in der Saison 2024/25
- Zaksa Kędzierzyn-Koźle
- Jastrzębski Węgiel
- Aluron CMC Warta Zawiercie
- PGE GiEK Skra Bełchatów
- Asseco Resovia Rzesz
- Indykpol AZS Olsztyn
- Trefl Gdańsk
- GKS Katowice
- PGE Projekt Warszawa
- Cuprum Stilon Gorzow
- BOGDANKA LUK Lublin
- Ślepsk Malow Suwałki
- Steam Hemarpol Norwid Czestochowa
- PSG Stal Nysa
- Nowak-Mosty MKS Bedzin
- Barkom-Każany Lwiw (Ukraine)

## PlusLiga Meister
| Saison  | Meister                | Vize-Meister               | Dritter                |
| ------- | ---------------------- | -------------------------- | ---------------------- |
| 2000/01 | Zaksa Kędzierzyn-Koźle | AZS Częstochowa            | Jastrzębski Węgiel     |
| 2001/02 | Zaksa Kędzierzyn-Koźle | AZS Częstochowa            | Skra Bełchatów         |
| 2002/03 | Zaksa Kędzierzyn-Koźle | AZS Częstochowa            | Jastrzębski Węgiel     |
| 2003/04 | Jastrzębski Węgiel     | AZS UWM Olsztyn            | AZS Częstochowa        |
| 2004/05 | Skra Bełchatów         | AZS UWM Olsztyn            | AZS Częstochowa        |
| 2005/06 | Skra Bełchatów         | Jastrzębski Węgiel         | AZS UWM Olsztyn        |
| 2006/07 | Skra Bełchatów         | Jastrzębski Węgiel         | AZS UWM Olsztyn        |
| 2007/08 | Skra Bełchatów         | AZS Częstochowa            | AZS UWM Olsztyn        |
| 2008/09 | Skra Bełchatów         | Resovia                    | Jastrzębski Węgiel     |
| 2009/10 | Skra Bełchatów         | Jastrzębski Węgiel         | Resovia                |
| 2010/11 | Skra Bełchatów         | Zaksa Kędzierzyn-Koźle     | Resovia                |
| 2011/12 | Resovia                | Skra Bełchatów             | Zaksa Kędzierzyn-Koźle |
| 2012/13 | Resovia                | Zaksa Kędzierzyn-Koźle     | Jastrzębski Węgiel     |
| 2013/14 | Skra Bełchatów         | Resovia                    | Jastrzębski Węgiel     |
| 2014/15 | Resovia                | Trefl Gdańsk               | Skra Bełchatów         |
| 2015/16 | Zaksa Kędzierzyn-Koźle | Resovia                    | Skra Bełchatów         |
| 2016/17 | Zaksa Kędzierzyn-Koźle | Skra Bełchatów             | Jastrzębski Węgiel     |
| 2017/18 | Skra Bełchatów         | Zaksa Kędzierzyn-Koźle     | Trefl Gdańsk           |
| 2018/19 | Zaksa Kędzierzyn-Koźle | Onico Warszawa             | Jastrzębski Węgiel     |
| 2019/20 | *                      |                            |                        |
| 2020/21 | Jastrzębski Węgiel     | Zaksa Kędzierzyn-Koźle     | Projekt Warszawa       |
| 2021/22 | Zaksa Kędzierzyn-Koźle | Jastrzębski Węgiel         | Warta Zawiercie        |
| 2022/23 | Jastrzębski Węgiel     | Zaksa Kędzierzyn-Koźle     | Resovia                |
| 2023/24 | Jastrzębski Węgiel     | Aluron CMC Warta Zawiercie | PGE Projekt Warszawa   |

* Die Saison 2019/20 wurde wegen der COVID-19-Pandemie nicht ausgetragen.